# 대한민국 헌법 제2호
대한민국 헌법 제2호(大韓民國憲法第二號)는 부산 정치 파동을 통해 1952년 7월 7일 일부 조항이 개정된 헌법이다. 대한민국 제헌 헌법 이래로 첫 번째로 개정된 헌법으로 '발췌개헌'이라고도 한다.

## 개헌 과정
대한민국 제헌 헌법의 변형된 대통령제는 “헌정 운용 과정에서도 시행착오를 거듭하여 국정의 불안정을 초래”하였다는 지적처럼, 국회를 경시하는 이승만 대통령과 야당 간의 정치적인 투쟁의 연속이었다. 결국 1950년 1월 28일에는 서상일 의원을 비롯한 야당 의원들에 의해 의원내각제 개헌안이 제출되었으나 정부와 여당의 극렬한 반대와 백지투표 등으로 인해 부결되었다. 이어 시행된 총선거에서는 야당이 압승했다. 하지만 곧 한국 전쟁이 발발하면서 정부는 부산으로 이전했으며, 이승만 대통령은 전시특별법령을 양산하며 비상계엄 하의 통치를 지속하고, 부통령 이시영은 이에 환멸을 느끼고 사퇴하였다. 이런 상황이 지속되면서 국회의원의 투표로 대통령을 선출하는 제도로는 이승만의 재선 가능성이 희박해졌음을 깨달은 정부 측은 1951년 11월 30일에 양원제 국회와 대통령직선제를 기본 골자로 하는 개헌안을 제출하였지만 부결되었다.
의석의 다수를 차지한 야당은 1952년 4월 17일, 123명이 발의한 내각책임제 개헌안을 제출하였다. 위기를 느낀 정부는 5월 14일에 부결된 직선제 개헌안과 같은 내용의 개헌안을 제출한 뒤, 국회의원을 연행하여 의사당 내에 감금하고, 국회 해산을 노린 계엄령을 선포하는 등 공포 분위기를 조성하였다. 하지만 국제적인 비난 여론이 일어나면서 국회 해산을 보류한 정부는 7월 4일, 정부의 직선제 개헌안과 야당의 국무원불신임제를 발췌하여 만든 일명 발췌 개헌안을 제출하고 경찰과 군인이 의사당을 포위한 상태에서 국회의원의 기립 투표를 통해 개헌안을 가결시켰다. 이러한 이승만 정부의 행위는 이른바 부산 정치 파동이라 불리며, 불법적인 개헌의 선례를 낳았다.

## 주요 내용
발췌 오개헌을 통해 공포된 헌법은 대통령과 부통령을 국민에 의한 선거를 통해 선출하고, 국회를 양원제로 하며, 국회가 국무원불신임권을 가지는 등의 내용을 가지고 있으며, 그 외의 내용은 제헌 헌법과 동일하다.

## 문제점
발췌 개헌은 헌법 개정안 제안시 30일 이상 공고하도록 규정한 헌법 제98조의 규정을 위반하고 공고되지 않은 위헌적인 개헌안을 통해 이루어졌으며, 국회에서도 토론의 자유가 보장되지 않았다. 또한 표결 시에는 의결이 강제된 기립 표결이라는 점에서 위헌이다. 또한 직선제로 뽑는 대통령직이면서, 국회가 국무원불신임권을 갖는 것은 양립하기 힘든 제도임에도 불구하고, 무리하게 발췌하여 통과시켰다는 점도 문제가 있다.

## 참고 자료
- 계희열, 《헌법학 상 (신정 2판)》, 박영사, 2005.
- 김철수, 《한국헌법사》, 대학출판사, 1988.
- 권영설, 〈한국헌법 50년의 발자취〉, 《헌법학연구》 제4집 1호, 1998, pp. 7~28.
- 정만희, 〈한국헌법상 정부형태의 변천〉, 《헌법학연구》, 1997., pp. 199~223.

## 같이 보기
- 부산 정치 파동
- 민의원 - 참의원